# Zafar

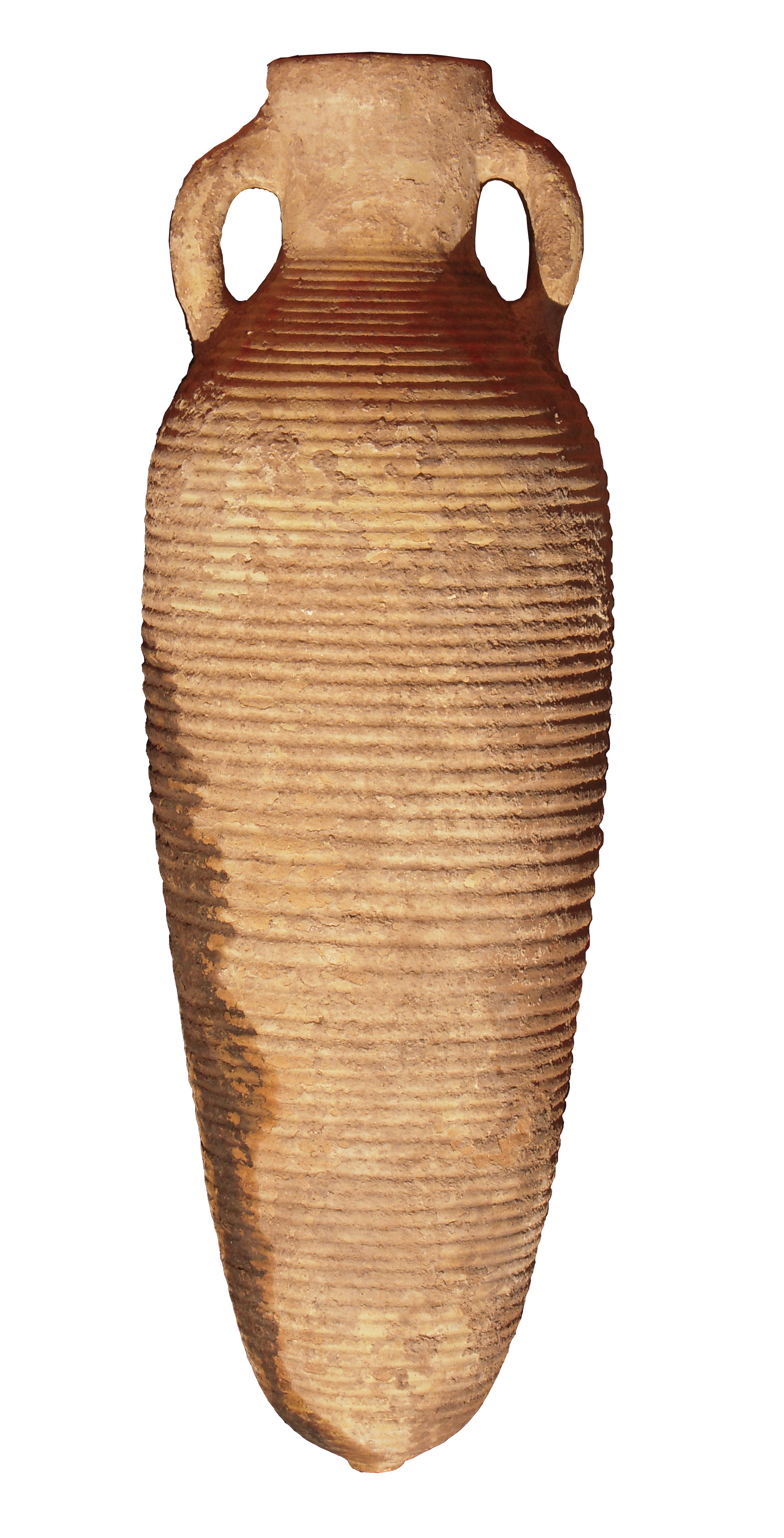
Anfora d'età romana di Ẓafār, trovata ad Aqaba (Giordania).

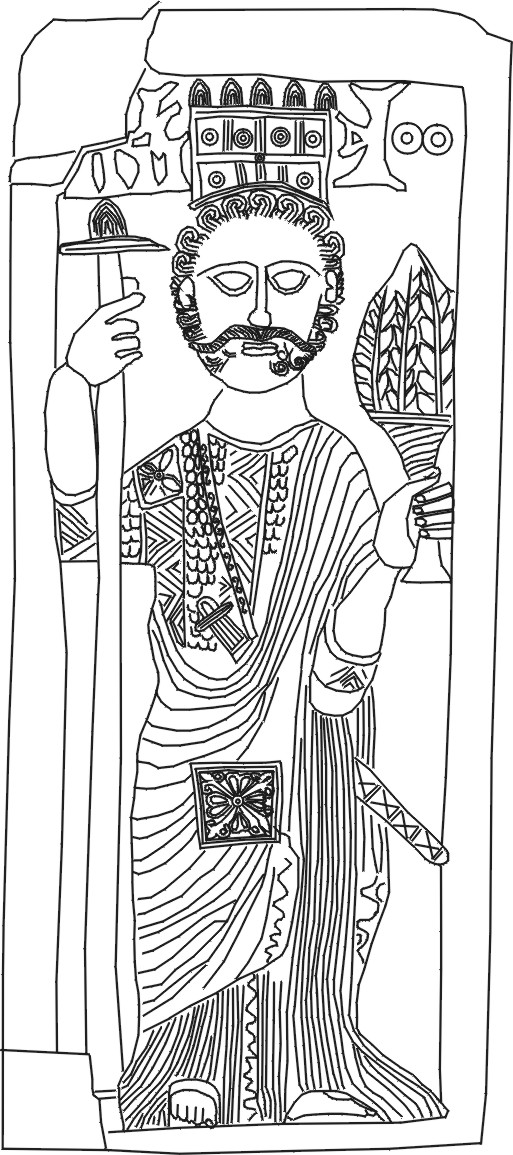
Bassorilievo di re cristiano con corona aksumita. (c. 525 - c. 547 d.C.).

Ẓafār (in arabo ظفار‎?) è un antico sito himyarita situato in Yemen, a circa 130 km sud-sud-est dall'attuale capitale di Ṣanʿāʾ. Di essa si trovano varie testimonianze in testi antichi, anche se sussiste un piccolo dubbio sulla sua pronuncia. Malgrado le opinioni campanilistiche degli omaniti, questo sito è di gran lunga più antico dell'omonimo centro in ʿOmān.

Ẓafār si trova sull'altopiano yemenita, a circa 2800 metri slm ed era la capitale del Regno di Himyar (110 a.C. - 525 d.C.), che al suo apogeo dominava gran parte della Penisola araba, prima della conquista aksumita.

## Storia
Sotto il profilo archeologico la nascita dell'insediamento è ignota. La fonte principale è un'iscrizione in cui è riportato un musnad in antico sudarabico datata ai primi del I secolo a.C.. Viene fatta menzione della città nella Naturalis historia di Plinio il Vecchio, nell'anonimo Periplus Maris Erythraei (entrambi del I secolo), come pure nella Geographia di Claudio Tolomeo (II secolo). Presumibilmente, in epoca medievale, le coordinate della mappa di Tolomeo furono scorrettamente copiate o modificate, tanto che il sito della città di Sepphar (Ẓafār) è collocato in Oman e non in Yemen. La Ẓafār yemenita è più antica di un millennio dell'omonimo sito dell'Oman, a giudicare dai testi (Smith 2001: 380). Numerose sono le fonti scritte relative a Ẓafār, ma eterogenee quanto ad affidabilità. Quella più importante è epigrafica, in antico linguaggio sudarabico, mentre i testi cristiani si limitano a mettere in luce solo la guerra tra Himyar e Aksumiti (523 - 525). La Vita di Gregentios è invece una pia frode, creata da monaci bizantini, che ricordano un vescovo che affermava di aver personalmente visto Ẓafār. Essa contiene infatti riferimenti linguistici risalenti al XII secolo (Albrecht Berger).
Ritrovamenti singoli risalgono alla prima età himyarita (110 a.C. - 270 d.C.). Rari reperti precedenti sono stati probabilmente portati nel sito da altre località. La maggior parte delle rovine e dei reperti, tuttavia, sembrano risalire al periodo monarchico (270 - 525). Poche iscrizioni Ge'ez successive all'intervento armato aksumita sono sopravvissute nel sito. Del periodo successivo sono infatti pochi i reperti identificabili a Ẓafār. Dopo questo periodo c'è poco che suggerisca un'occupazione di Ẓafār fino ai tempi più recenti della sua esistenza. I reperti portati alla luce sono importanti perché i testi gettano poca luce sulla cultura materiale e l'arte di questa epoca.
Già ampiamente sviluppatesi, Ṣanʿāʾ e la sua fortezza di Ghumdan sostituirono Ẓafār come capitale probabilmente tra il 537 e il 548.

Ẓafār è il secondo sito archeologico più grande in Arabia, secondo alla sola Ma'rib. Un testo dell'autore musulmano yemenita, Abu Muhammad al-Hasan al-Hamdani, ricorda i nomi delle porte urbane aperte nella cinta muraria di fortificazione, molte delle quali ricevevano il loro nome in funzione della città verso cui erano rivolte. Nell'area archeologica vi sono segni evidenti di tombe e di un tempio, a giudicare dall'accumulo di ossa di animali sacrificali. I testi del Musnad parlano di cinque palazzi reali: Hargab, Kallanum, Kawkaban, Shawhatan e Raydan. Altri edifici più piccoli, come Yakrub, sono anche menzionati.

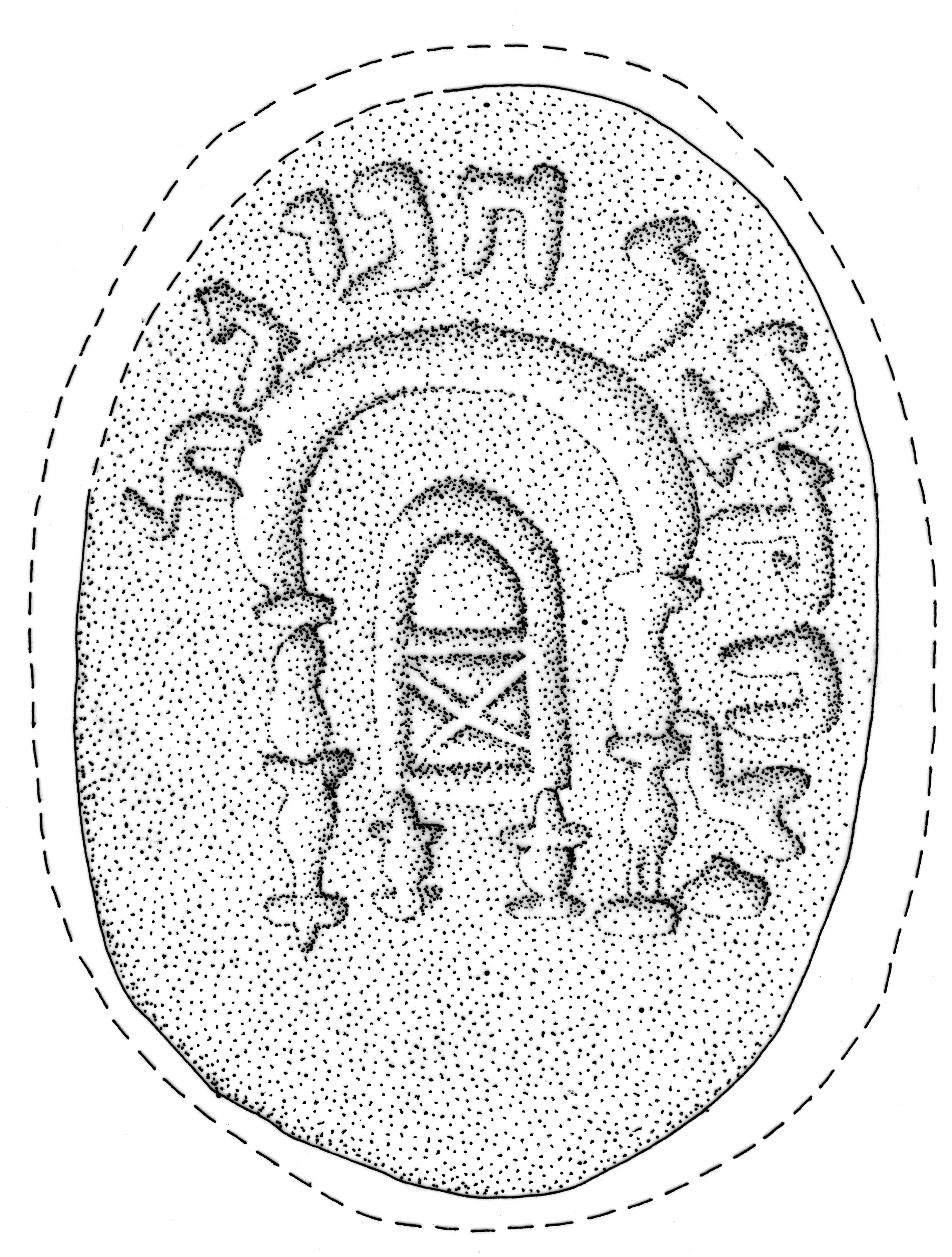
Anello di Yishak bar Hanina con la raffigurazione di un'edicola contenente i rotoli della Torah. (330 a.C. - 200 d.C. od oltre).

La città osservava una religione di tipo politeistico ma erano presenti anche comunità israelite e cristiane. Gli ebrei sembra abbiano dominato fino al 525. L'anello di Yishak bar Hanina è una delle prime testimonianze degli ebrei nelle regioni sudarabiche. La grande quantità di sculture suggeriscono il fatto che il politeismo fosse di gran lunga prevalente. Un reperto alto 1,70 m mostra la figura di un re cristiano che porta una corona aksumita.
Dal III al VI secolo, Ẓafār è stato un importantissimo centro mercantile internazionale. L'archeologo Paul Yule stima che avesse una popolazione di 25.000 persone nel IV secolo. Una dimostrazione del volume dei traffici è data da anfore del tardo periodo romano (una delle quali qui a sinistra). Numerose anfore erano prodotte ad Aqaba (Giordania), viste quelle similari lì rinvenute. Aqaba era un centro commerciale in cui giungevano prodotti di vario tipo e da lì portati in altre aree mediterranee. Circa 500 frammenti di questo tipo e di vasi sono venuti alla luce a Ẓafār; un numero paragonabile a quello di Adulis e Aqaba. Anche il vino è spesso ricordato come un'importazione, come pure importati erano il bestiame, tessuti, carne, pesce e la salsa di pesce.
Le risorse dell'ambiente dell'epoca erano di gran lunga inferiori a quanto basilarmente serviva alla prima confederazione tribale himyarita. Malgrado il regime delle precipitazioni fosse di circa 500 mm annui, l'acqua era insufficiente e la superficie del terreno esposta all'erosione, anche per la mancanza di superfici arboree, eliminate forse in età regia. A causa dell'esaurimento delle risorse naturali, degli inevitabili disordini civili, delle epidemie e di imponenti siccità, la popolazione himyarita declinò, specialmente nel VI secolo. Oggi non più di 450 agricoltori abitano l'antica capitale.